# Herbert Lübking
Herbert Lübking, född 23 oktober 1941 i stadsdelen Dankersen, Minden, är en tysk tidigare handbollsspelare med meriter från utomhushandboll och inomhushandboll. Tillsammans spelade han 139 landskamper och gjorde 650 mål i landslaget åren 1962 till 1973.

## TSV Dankersen 1949–1970
Lübking började spela handboll åtta år gammal. Vid 18 års ålder spelade han för A-laget i klubben och det tyska ungdomslandslaget. I Tyskland spelades vid denna tid handboll i en delad Bundesliga, utomhushandboll på sommaren och inomhus på vintern. Denna uppdelning fortsatte till 1975 då utomhusspelet upphörde. 1962 och 1964 förlorade klubben finalen i utomhushandbollen men 1967 lyckades man till slut vinna med 19-16 i finalen mot TV Grosswallstadt. Sedan vann man också europacupen i utomhushandboll. 1959 till 1970 gjorde Lübking 4011 mål för klubben sammanlagt i alla matcher. Då han skulle byta klubb utlöste det en mindre skandal och han spelade under några år inte för landslaget men återkom inför OS 1972.

## Nettelstedt, 1970 till 1978
I klubben  Nettelstedt lyckades Lübking under sju år vandra från kretsligan till Bundesliga. Knappast en match förlorades och varje år spelade man i en högre division. 1974 anslöt den jugoslaviske OS-guldmedaljören från 1972, Milan Lazarević till föreningen. I finalen i tyska utomhushandbollen 1975 den 10 augusti 1975 stod Lübking tillsammans med spelare som Jürgen Glombeck, Rainer Gosewinkel, Milan Lazarević och Heiner Möller. Nettelstedt hade som tränare den tidigare GWD Minden coachen Erich Klose – men i den sista utomhusfinalen som överhuvud spelades, förlorade  Nettelstedt på hemmaplan överraskande med 14-15 till TSG Haßloch.
Med en seger med 27-20 i returen den 3 april 1976 mot Bayer Leverkusen lyckades Nettelstedt ta sig till Bundesliga i handboll. Nettelstedt blev en av grundarklubbarna i den förenade Bundesliga i handboll och var också klubben som först ledde tabellen. Den rutinerade niometersspelaren hade då till 1978 gjort 2222 mål i klubben. Den 15 oktober 1978 spelade Herbert Lübking sin sista match för TuS Nettelstedt mot ett urval europeiska spelare. 

## Landslagskarriär 1962 till 1972
Lübking debuterade 1962 i landslaget. I Winterthur i Schweiz deltog han 1963 i sitt första världsmästerskap. I juni 1963 i Basel tillhörde han Västtysklands förlorande lag som förlorade finalen i VM med 7-14 mot Östtyskland. I gruppen hade Västtyskland vunnit tre matcher mot Schweiz, Nederländerna och USA. Lübking fick sitt internationella genombrott i inomhus-VM 1964, med Werner Vick som förbundskapten, i dåvarande Tjeckoslovakien. Han imponerade då, så att journalisterna beskrev den då 23-årige Lübking som världens bäste handbollsspelare. Västtyskland blev placerade som VM fyra 1964 men Lübking hade placerat sig i världstoppen. I juli 1966 blev Lübking världsmästare i utomhushandboll i Wien. Det blev slutpunkten för internationella mästerskap i handboll utomhus. I landslaget spelade han från 1962 till 1972 139 landskamper med 650 gjorda mål. Han spelade 118 landskamper med 532 mål inomhus och 21 matcher med 118 mål utomhus.
I november 1969 blev han den förste landslagsspelaren med över 100 landskamper och han hade då med 530 mål gjort dubbelt så många mål som de spelare som kom efter honom i statistiken. Inomhus kom han fyra 1964, 1967 blev Västtyskland sexa, men han vann skytteligan i VM 1967 med 38 mål. 1970 blev västtyskarna femma och i OS debuten 1972 i München kom laget på sjätte plats.
Den olympiska turneringen förbereddes med en serie av testmatcher för att ta ut rätt trupp till OS. Under fem veckor spelades 16 matcher  mot olika bundesligalag. 28 spelare delades in i en nordlig och en sydlig grupp som spelade förberedelser inför OS. Den 11 februari 1972 fick också den ur landslaget uteslutna Herbert Lübking spela en testmatch. När Kicker Sportmagazin den 16 mars 1972 meddelade de 16 uttagna spelarna till OS hörde Hansi Schmidt från VfL Gummersbach och kaptenen Bernd Munck från GW Dankersen till truppen. Men i april beslutade tyska handbollsförbundet att det inte skulle bli någon återvändo till landslaget för dessa båda rebeller som krävt att förbundstränaren Vick skulle utesluta spelarna Lübking och Neuhaus från OS-truppen.

## Tränare
Säsongen 1978–1979 tog Lübking över tränarsysslan i TBV Lemgo. I början bara som tränare, men från säsongen 1979–1980 som spelande tränare och avancerade med Lemgo till den regionala serien. 1980–1981 lyckades man nå den då nyinrättade andra Bundesligan. Efter att ha lämnat TBV Lemgo var han, över 40 år gammal, spelande tränare i TuS Möllbergen och i TuS Lahde/Quetzen i lägre serier.

## Statistik
Hans 20 mål, därav ett straffkast, i bundesligamatchen mot Hildesheim den 11 januari 1969 var i 40 år rekord i antal mål i en match. Den 6 juni 2009 överträffade Stefan Schröder i HSV Hamburg i en match mot Stralsunder HV rekordet med 21 mål varav tre straffar. Hans rekord på 19 utomhusmål är fortsatt rekord.

### Titlar i utomhushandbollen
1967 och 1970 blev Lübking med TSV GW Dankersen tysk utomhusmästare i handboll. Med klubben Dankersen blev han också tre gånger Europacupvinnare i utomhushandboll.

## Utmärkelser
- Lorbeerblatt i silver 1966
- Bundesverdienstkreuz med band 1978
- Hedersmedborgare i staden Minden